# Ebuild (program)
Ebuild – niskopoziomowy interfejs system zarządzania pakietami Portage znanego głównie z dystrybucji Linuksa o nazwie Gentoo. Umożliwia wykonanie poszczególnych czynności instalacyjnych danego programu, oraz wygenerowanie plików niezbędnych do zainstalowania programu, poza plikiem ebuild, oraz niekiedy poza innymi drobnymi plikami typu: łaty, ikony itp. Jeśli użytkownik ma zamiar po prostu zainstalować daną aplikacje, zaleca się raczej korzystanie z polecenia emerge.